# Сальський округ (область Війська Донського)
Сальський округ — адміністративна одиниця в області Війська Донського Російської імперії. Окружний центр — станиця Великокнязівська (тепер місто Пролетарськ).

## Географія
Сальський округ займав південний схід області Війська Донського; межував з Астраханської й Ставропольської губерніями; займав простір між лівим берегом річки Сал й правим берегом річки Манич площею 18386 квадратних верст, або 1915208 десятин.

## Історія
Сальський округ війська Донського було утворено 27 січня 1884 року в районі задонських степів колишнього Калмицького округу.
До початку XX сторіччя населення округу складало 63 318 осіб, з яких 34 993 — козаків, 28 129 — калмиків. В окрузі було 7 калмицьких й 2 козацьких станиці. 1912 року чисельність станиць збільшилася до 16: Великокнязівська, Платовська, Батлаєвська, Денисовська, Іловайська, Кутейниковська, Ново-Алексієвська, Власовська, Чунусовська, Еркетинська, Потаповська, Отаманська, Біляєвська, Граббевськя, Бурульська, Орловська.
За даними на 1913 рік у Сальському окрузі, без урахування працюючих в інших округах й кінних заводах, мешкало 30 178 осіб. В окрузі було 13 станиць й 19 калмицьких хуторів. Після закінчення Громадянської війни в Росії у 1920 році тут мешкало лише 10 750 калмиків, тобто їх чисельність скоротилася у три рази.

## Населення
Чисельність населення на 1897 рік — 76 297 осіб, у тому числі 
- калмики — 28 063,
- росіяни — 24 509,
- українці — 22 378 (29,4%),
- німці — 778.[3]

### Чисельність українців
- перепис 1897 року — 22,4 тисяч осіб (29,4 %);
- перепис 1910—1917 року — 25,9 тисяч осіб (29,4 %).[4]

## Адміністративний поділ

### на 1912 рік
У 1912 році в окрузі налічувалося 16 юртів станиць й 1 волості: 
- Батлаєвский юрт,
- Біляєвський юрт,
- Бурульський юрт,
- Великокнязівський юрт,
- Власовський юрт,
- Граббевський юрт, Гашунський
- Денисовський юрт,
- Еркетинський юрт,
- Іловайський юрт,
- Кутейниковський юрт,
- Ново-Алексієвський юрт,,
- Орловський юрт
- Отаманський юрт,
- Платовський юрт,
- Потаповський юрт,
- Чунусовський юрт[2].
- Маницько-Грузька волость.[5]

### на 1918 рік
В 1918 році до складу округу входили:
- Отаманський юрт (станица Отаманська),
- Батлаєвський юрт (станица Батлаевська),
- Біляєвський юрт (станица Біляєвська),
- Бурульський юрт (станица Бурульська),
- Великокнязівський юрт (станица Великокнязівська — центр),
- Власовський юрт (станица Власівська),
- Граббевський юрт (станица Граббевська),
- Денисовська юрт (станица Денисівська),
- Іловайський юрт (станица Іловайська),
- Кутейниковський юрт (станица Кутейниковська),
- Ново-Алексієвський юрт (станица Ново-Алексієвська),
- Орловський юрт (станица Орловська),
- Платовський юрт (станица Платовська),
- Потаповський юрт (станица Потаповська),
- Чунусовський юрт (станица Чунусовська),
- Еркетинський юрт (станица Еркетинська).

## Господарство
Головним заняттям мешканців було скотарство. У 1898 році налічувалося до 100 тис. коней, 50 тис. великої рогатої худоби й до 200 тис. вівці. На початку XX сторіччя в середньому посів озимих й ярих на рік сягав 75 тис. чвертей, збір — 350 тис. Виноград розлучався тільки любителями; станичники займалися городництвом (до 700 десятин). Крім скотарства, калмики займалися відхожими промислами, наймалися чабанами й на рибні промисли на донському пониззі. На Грузьковському озері, що славиться своєю цілющою водою, діяла Донська санітарно-лікувальна станція; лікування багном (ревматизм, сифіліс, золотуха й нервові хвороби) тривало щороку з 15 травня до 15 серпня.